# نيكولاس بورودين
نيكولاس بورودين (بالفرنسية: Nicolas Borodine)‏ (5 أبريل 1994 بفرنسا - ) هو لاعب كرة قدم فرنسي في مركز الوسط. لعب مع نادي أجاكسيو.

## وصلات خارجية
- نيكولاس بورودين على موقع رابطة كرة القدم الفرنسية للمحترفين (الإنجليزية)
- نيكولاس بورودين على موقع قاعدة بيانات كرة القدم.إي يو (الإنجليزية)
- نيكولاس بورودين على موقع Soccerway.com (الإنجليزية)